# 麻涌镇
麻镇，中国广东省东莞市下辖的一个镇。面积74平方公里，常住人口18.24万人，2019年中国百强乡镇第40名。鎮人民政府駐廣麻大道1號。
麻涌镇粤曲文化历史悠久，1999年，被中国文联、中国曲艺家协会、广东省曲艺家协会联合授予“中国曲艺之乡”称号。
此外，由于本镇地处河网密集之东江三角洲，人民生活与水息息相关。本镇龙舟代表队在全省同类型的龙舟赛的竟逐中屡获殊荣，并以主力身份代表广东于国际国内皆创下不俗战绩。

## 行政区划
麻涌镇下辖以下地区：
麻涌社区、麻二社区、麻一村、麻三村、麻四村、大步村、东太村、新基村、川槎村、鸥涌村、黎滘村、华阳村、南洲村、大盛村和漳澎村。

## 人口
截至2020年11月1日零時，第七次全国人口普查麻涌鎮常住人口為182416人。